# Toma Takefumi
Takefumi Toma (當間 建文 Toma Takefumi, sinh ngày 21 tháng 3 năm 1989 ở Okinawa) là một cầu thủ bóng đá người Nhật Bản hiện tại thi đấu cho Matsumoto Yamaga.

## U-21 Nhật Bản
Toma được chọn vào đội hình U-21 Nhật Bản tham dự Đại hội Thể thao châu Á 2010 tổ chức ở Quảng Châu, Trung Quốc.

## Thống kê câu lạc bộ
Cập nhật đến ngày 23 tháng 2 năm 2017.
| Thành tích câu lạc bộ | Thành tích câu lạc bộ | Thành tích câu lạc bộ | Giải vô địch | Giải vô địch | Cúp                   | Cúp                   | Cúp Liên đoàn | Cúp Liên đoàn | Tổng cộng | Tổng cộng |
| Mùa giải              | Câu lạc bộ            | Giải vô địch          | Số trận      | Bàn thắng    | Số trận               | Bàn thắng             | Số trận       | Bàn thắng     | Số trận   | Bàn thắng |
| Nhật Bản              | Nhật Bản              | Nhật Bản              | Giải vô địch | Giải vô địch | Cúp Hoàng đế Nhật Bản | Cúp Hoàng đế Nhật Bản | J. League Cup | J. League Cup | Tổng cộng | Tổng cộng |
| --------------------- | --------------------- | --------------------- | ------------ | ------------ | --------------------- | --------------------- | ------------- | ------------- | --------- | --------- |
| 2007                  | Kashima Antlers       | J1 League             | 0            | 0            | 0                     | 0                     | 0             | 0             | 0         | 0         |
| 2008                  | Kashima Antlers       | J1 League             | 0            | 0            | 0                     | 0                     | 0             | 0             | 0         | 0         |
| 2009                  | Kashima Antlers       | J1 League             | 0            | 0            | 0                     | 0                     | 0             | 0             | 0         | 0         |
| 2010                  | Kashima Antlers       | J1 League             | 1            | 0            | 0                     | 0                     | 3             | 0             | 4         | 0         |
| 2011                  | Kashima Antlers       | J1 League             | 2            | 0            | 1                     | 0                     | 0             | 0             | 3         | 0         |
| 2012                  | Tochigi SC            | J2 League             | 29           | 2            | 1                     | 0                     | –             | –             | 30        | 2         |
| 2013                  | Tochigi SC            | J2 League             | 30           | 1            | 0                     | 0                     | –             | –             | 30        | 1         |
| 2014                  | Montedio Yamagata     | J2 League             | 27           | 3            | 5                     | 0                     | –             | –             | 32        | 3         |
| 2015                  | Montedio Yamagata     | J1 League             | 22           | 0            | 2                     | 0                     | 2             | 2             | 26        | 2         |
| 2016                  | Matsumoto Yamaga      | J2 League             | 25           | 1            | 2                     | 0                     | –             | –             | 27        | 1         |
| Tổng                  | Tổng                  | Tổng                  | 136          | 7            | 11                    | 0                     | 5             | 2             | 152       | 9         |